# Valery Karshakevich
Valery Karshakevich (tiếng Belarus: Валерый Каршакевіч; tiếng Nga: Валерий Каршакевич; sinh 15 tháng 2 năm 1988) là một cầu thủ bóng đá Belarus hiện tại thi đấu cho Gomel.

## Danh hiệu
Torpedo-BelAZ Zhodino
- Vô địch Cúp bóng đá Belarus: 2015–16